# 봉화예술극장

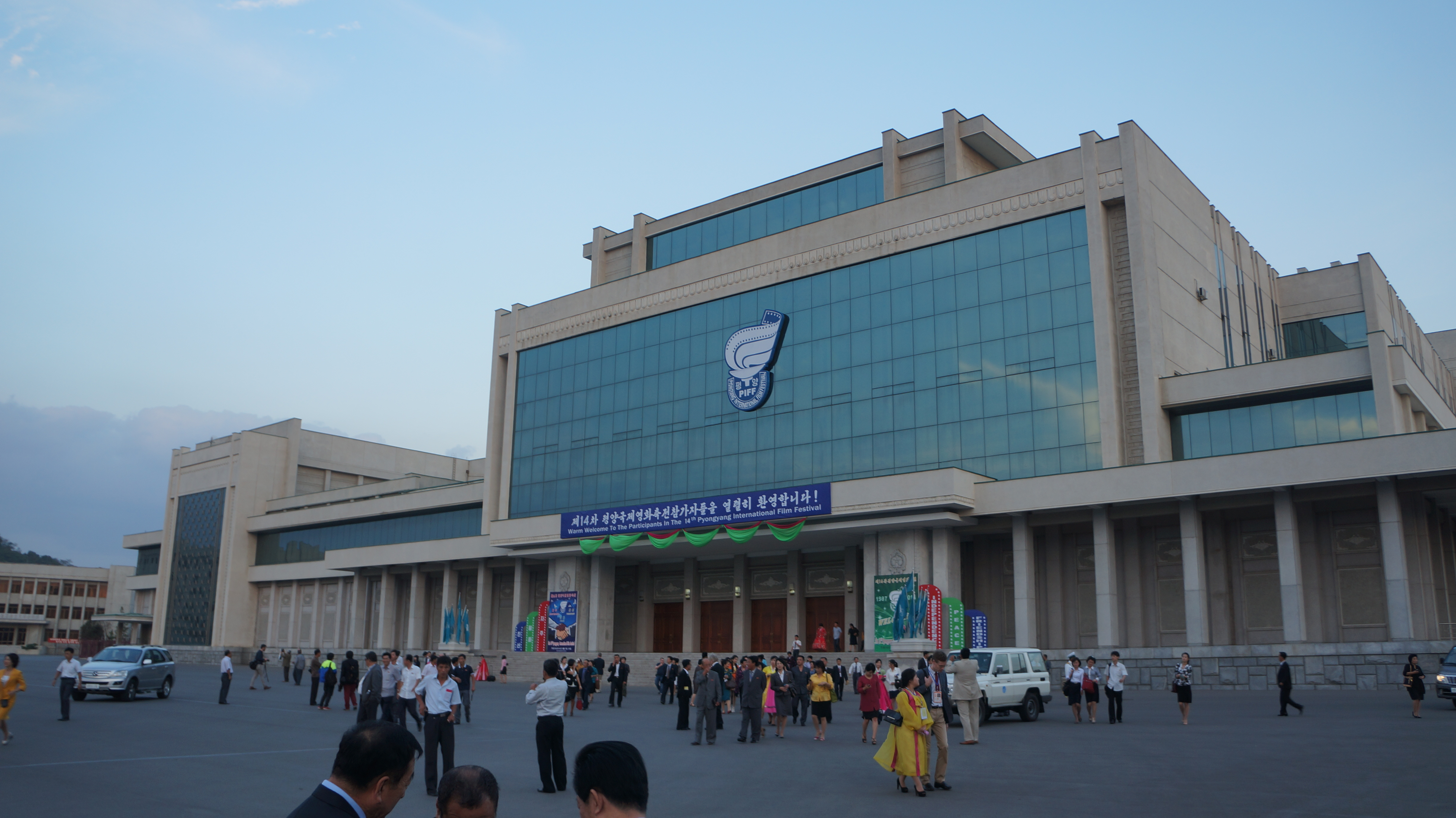
봉화예술극장 2014년 9월 모습. 평양 국제영화축전(PIFF 2014) 당시 주요 출품영화가 상영되었다.

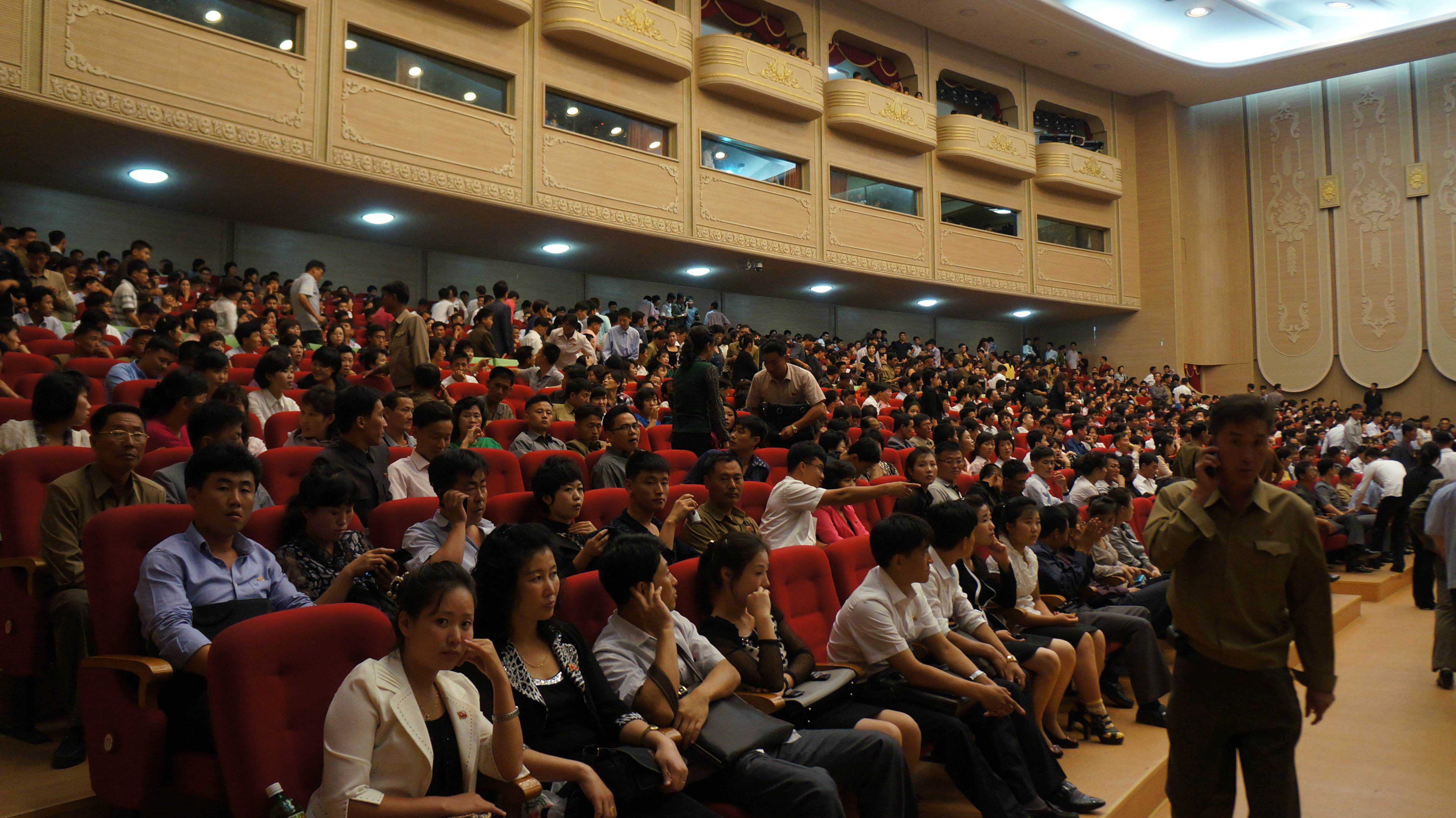
봉화예술극장 2014년 9월 내부 모습.

봉화예술극장(烽火藝術劇場, 영어: Ponghwa Art Theatre)은 조선민주주의인민공화국 평양직할시 중심부에서 용성방향으로 나가는 서성구역 와산동 대로변에 위치한 공연시설로 1982년 7월 개관하였으며, 2002년에는 개관 20주년을 맞아 봉화예술극장에 국기훈장 제1급이 수여되었다. 2014년 평양 국제영화축전 당시의 사진에서 이전과 다르게 건물의 외형에 전면 유리가 입혀진 것으로 보아 외부 재단장 공사가 시행된 것으로 보인다.
연건축면적 45,900m2으로, 1,918석 대극장과 800석 소극장이 있다. 직경 10m의 이동식 회전무대를 비롯하여 악사승강무대, 방창이동무대, 수평이동무대 등이 있어 무대를 교체하기가 편리하게 되어 있으며, 내부에는 묘향산 이선남폭포 그림과 우산분수와 줄분수로 이루어진 분수장식이 있다. 극장의 현관홀은 2층 관통홀로 되어 있으며 극장의 무대는 기본무대를 중심으로 그 둘레에 기둥을 세우지 않고 옆무대, 뒷무대와 연결시켰으며 방창무대와의 연결도 잘 처리하였다. 또한 배우연습실, 창작실, 분장실, 무용연습실을 비롯한 배우들의 공연에 필요한 공간들이 꾸려져 있으며, 내부의 벽과 기둥, 바닥 등을 대리석, 화강석으로 다듬어 붙여 화려하게 하였다.
이 극장에서는 혁명가극 <밀림아 이야기하라>, 민족가극 <춘향전>, 음악무용종합공연 등 많은 무대예술작품이 공연되었으며, 평양예술단의 주 활동무대로 활용되고 있다. 특히 1999년 12월에는 로저 클린턴과 태진아 설운도 최진희 등이 참가한 남북합동공연 ‘2000 평화친선음악회’와 현철, 안치환 등이 참여한 남북합동공연 제1회 민족통일 음악회도 바로 여기에서 열렸으며, 2002년 9월에는 이곳에서의 남북교향악단 합동 연주회가 최초로 남북 동시 생중계되기도 하였다. 2014년 9월 제14차 평양 국제영화축전(PIFF 2014) 당시에는 세계 40여개 나라에서 출품한 100여 편의 영화가 봉화예술극장에서 상영되었다. 2015년 8월 19일에는 슬로베니아 록밴드 '라이바흐'(Laibach)가 외국 록 밴드로서는 북한 최초로 이곳에서 공연을 가졌다. 북측 당국이 서방 대중음악 밴드의 북한 내 공연을 허용한 것은 이례적이기도 하다.
봉화예술극장의 부속건물을 개조하여 건립한 붉은별극장이 옆에 있으며, 2009년 3월 8일 김정일과 주요 간부 및 인민군 장병들이 참석한 가운데 공훈국가합창단의 개관 공연이 붉은별극장에서 있었다.